# Гаплогруппа JT (мтДНК)
Гаплогруппа JT — исчезнувшая гаплогруппа митохондриальной ДНК.

## Происхождение
Является дальним потомком макрогаплогруппы R (через гаплогруппу pre-JT), и предком гаплогрупп J и T.

## Распространение
Была чрезвычайно широко распространена среди древних этрусков, однако не представлена среди современного населения Тосканы.

## Субклады

### Дерево
Нижеследующее филогенетическое древо JT основано на публикации Манниса ван Овена и Манфреда Кайзера и последующих опубликованных исследованиях.
- R2’JT
  - JT
    - J
    - T

## Палеогенетика

### Эпипалеолит
Иберо-мавританская культура
- AF22B — Афалу-бу-Руммель — Беджая (вилайет), Алжир — 15000–11000 yBP — JT or H14b1.[3]

### Неолит
Культура воронковидных кубков
- TGM009 | Grave 21, HK51:121 — Тангермюнде, Саксония-Анхальт — Германия — 3369-3109 calBCE (4556±26 BP; MAMS-41243) — М — I2a2a1b : JT.[4]

### Бронзовый век
Древний Египет
- JK2887 | A1568 — Абусир — Каир (мухафаза), Египет — 1388-1311 cal BC — М — J2a1a1 > JT*.[5]

### Железный век
Филистимляне
- ASH135.A0101 | N5.13.Burial 343 [ASH0059650] — Ашкелон, Израиль — 1200–1100 BCE — Ж — JT.[6]

### Средние века
Куманы (Кишкуншаг)
- Csengele5 — Ченгеле — Чонград-Чанад, Южный Альфёльд — Венгрия — XIII век — JT.[7]

Ганзейская лига
- HGH-1701 — Heiligen-Geist-Hospital (Lübeck) — Старый город (Любек), Шлезвиг-Гольштейн — Германия — XIII век — Ж — JT.[8]

### Новое время
Индия
- R76 — Роопкунд — Уттаракханд, Индия — 18 век — JT.[9]

## Публикации
2005
- Bogácsi-Szabó E, Kalmár T, Csányi B; et al. (Октябрь 2005). Mitochondrial DNA of ancient Cumanians: culturally Asian steppe nomadic immigrants with substantially more western Eurasian mitochondrial DNA lineages. Human Biology. 77 (5): 639–662. PMID 16596944. {{cite journal}}: Явное указание et al. в: |author= (справка)Википедия:Обслуживание CS1 (множественные имена: authors list) (ссылка)

2017
- Schuenemann VJ; Peltzer A; Welte B; et al. (Май 2017). Ancient Egyptian mummy genomes suggest an increase of Sub-Saharan African ancestry in post-Roman periods. Nature Communications. 8. doi:10.1038/ncomms15694. PMC 5459999. PMID 28556824.

2018
- Kefi R, Hechmi M, Naouali C; et al. (Январь 2018). On the origin of Iberomaurusians: new data based on ancient mitochondrial DNA and phylogenetic analysis of Afalou and Taforalt populations. Mitochondrial DNA Part A. 29 (1): 147–157. doi:10.1080/24701394.2016.1258406. PMID 28034339. {{cite journal}}: Явное указание et al. в: |author= (справка)Википедия:Обслуживание CS1 (множественные имена: authors list) (ссылка)

2019
- Feldman M, Master DM, Bianco RA; et al. (Июль 2019). Ancient DNA sheds light on the genetic origins of early Iron Age Philistines. Science Advances. 5 (7). doi:10.1126/sciadv.aax0061. PMC 6609216. PMID 31281897. {{cite journal}}: Явное указание et al. в: |author= (справка)Википедия:Обслуживание CS1 (множественные имена: authors list) (ссылка)
- Harney É; Nayak A; Patterson N; et al. (Август 2019). Ancient DNA from the skeletons of Roopkund Lake reveals Mediterranean migrants in India. Nature Communications. 10 (1). doi:10.1038/s41467-019-11357-9. PMC 6702210. PMID 31431628.

2020
- Rivollat M, Jeong C, Schiffels S; et al. (Май 2020). Ancient genome-wide DNA from France highlights the complexity of interactions between Mesolithic hunter-gatherers and Neolithic farmers. Science Advances. 6 (22). doi:10.1126/sciadv.aaz5344. PMC 7259947. PMID 32523989. {{cite journal}}: Явное указание et al. в: |author= (справка)Википедия:Обслуживание CS1 (множественные имена: authors list) (ссылка)

2021
- Haller M, Callan K, Susat J; et al. (Май 2021). Mass Burial Genomics Reveals Outbreak of Enteric Paratyphoid Fever in the Late Medieval Trade City Lübeck. iScience. 24 (5). doi:10.1016/j.isci.2021.102419. {{cite journal}}: Явное указание et al. в: |author= (справка)Википедия:Обслуживание CS1 (множественные имена: authors list) (ссылка)